# Oursin tortue
 (mars 2022).
Si vous disposez d'ouvrages ou d'articles de référence ou si vous connaissez des sites web de qualité traitant du thème abordé ici, merci de compléter l'article en donnant les références utiles à sa vérifiabilité et en les liant à la section « Notes et références ».
Colobocentrotus atratus
Espèce
L'oursin tortue (Colobocentrotus (podophora) atratus) est une espèce d' échinodermes célèbre pour son apparence en forme de casque ou de carapace, d'où son appellation de « tortue ». Mais vivant sur des rochers battus par les vagues, il est aussi connu pour sa puissance fixatrice : c'est pour cela qu'on ne peut le capturer que par surprise et avec une certaine poigne pour espérer pouvoir le décrocher de son rocher. C'est un oursin particulier car il n'a pas de « piquants ».

## Description

### Face supérieure («aborale»)
C'est un oursin régulier : la « coquille » (appelée « test ») de cet oursin est ronde et aplatie, en forme de dôme épaté. C'est au sommet que se situent l'apex, qui contient l'anus de l'animal (appelé « périprocte ») mais aussi ses quatre pores génitaux, par où s'effectue l'émission des gamètes, répartis en étoile complétée par la plaque madréporitique.
Le test est efficacement protégé par des radioles (les « piquants », qui ici ne piquent pas) de couleur violette ; elles sont courtes, plates et épaisses, et très modifiées pour former des sortes d'écailles emboitées. Rien ne dépasse afin d'éviter toute prise aux vagues : de loin, l'aspect est lisse alors que de plus près on le croirait recouvert d'écailles - d'où son surnom d'« oursin-tortue ».
Plus près de la base, les radioles sont un peu plus longues et en forme de spatules de manière à lisser la forme générale avec la paroi.

### Face inférieure
C'est de ce côté (appelé « face orale ») que se situe la « lanterne d'Aristote », son appareil masticateur composé de cinq dents. Mais c'est aussi de ce côté que se trouvent les podias, sorte de longs tubes mous équipés de puissantes « ventouses » qui peuvent se rétracter ou s'allonger, afin de permettre à l'oursin tortue de se déplacer ou de bien s'accrocher, face au milieu hostile dans lequel il vit. Leur pouvoir d'adhésion est extrêmement puissant, permettant à cet oursin de tenir fermement accroché aux rochers malgré des vagues puissantes (ou les éventuels prédateurs).
Ses radioles et ses podias font de cet oursin un animal particulièrement adapté à son environnement.

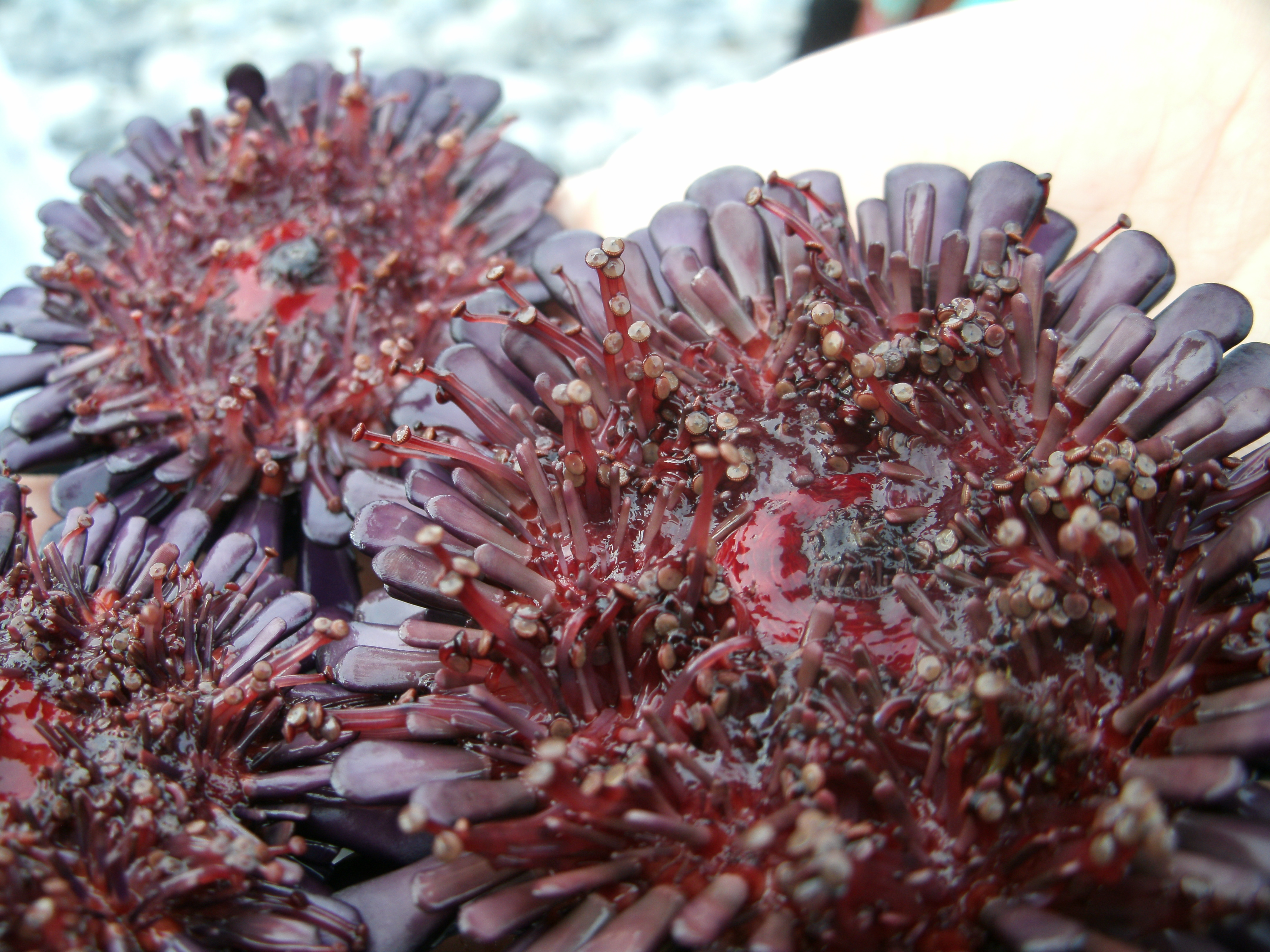
Trois oursins tortues sur le dos, laissant voir leur face orale.
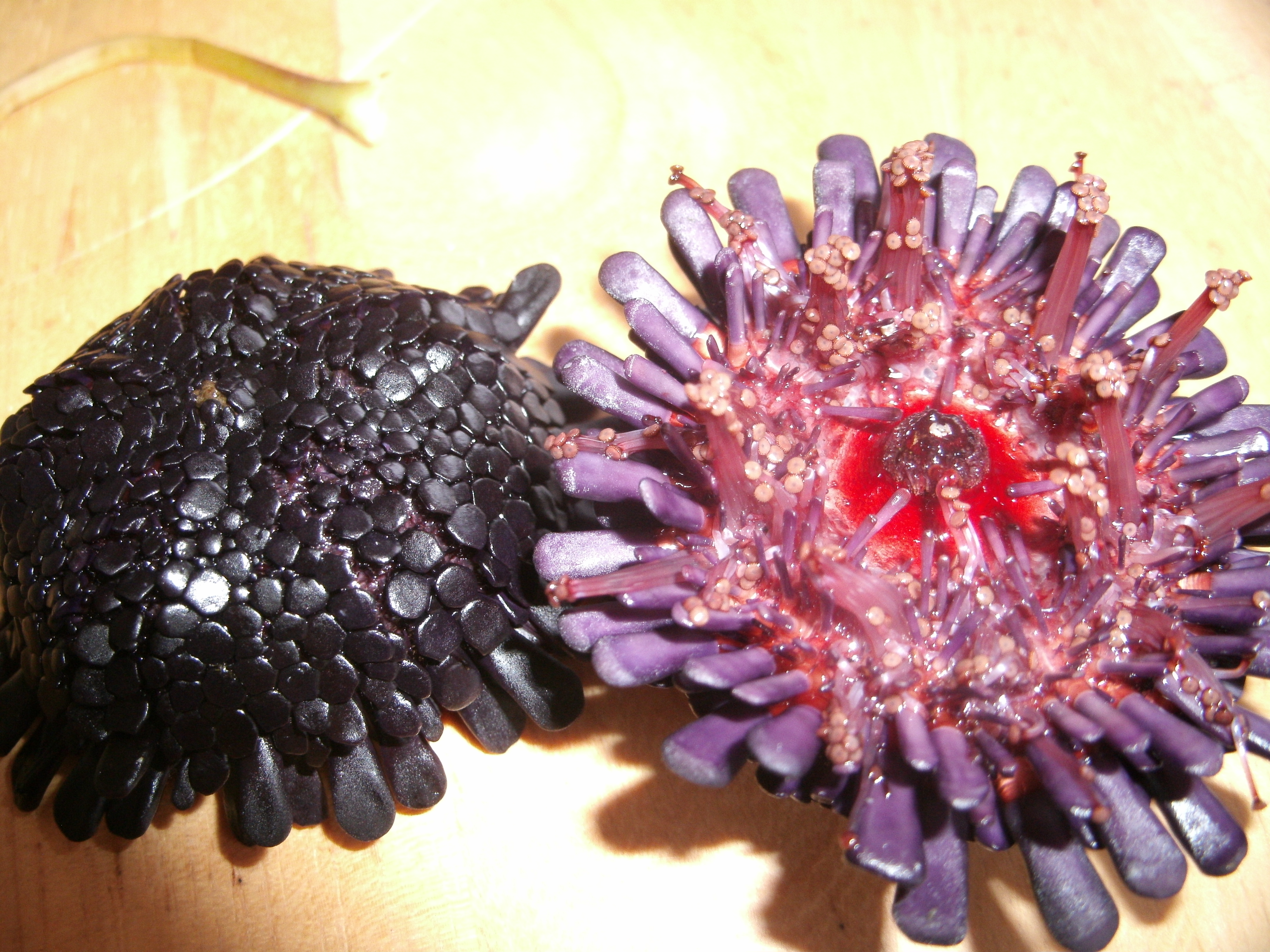
deux oursins tortues avec une vue sur la face aborale et une vue sur la face orale.
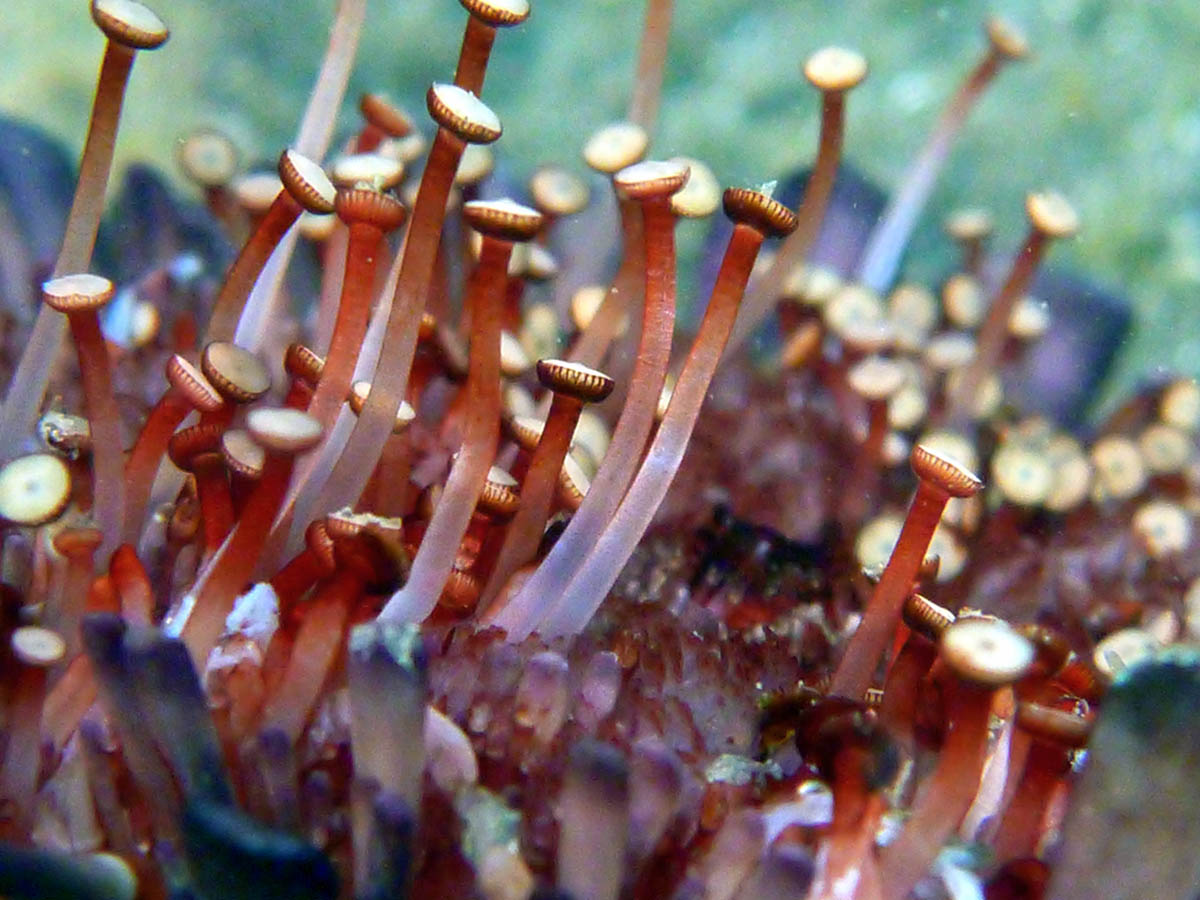
Gros-plan sur les podia
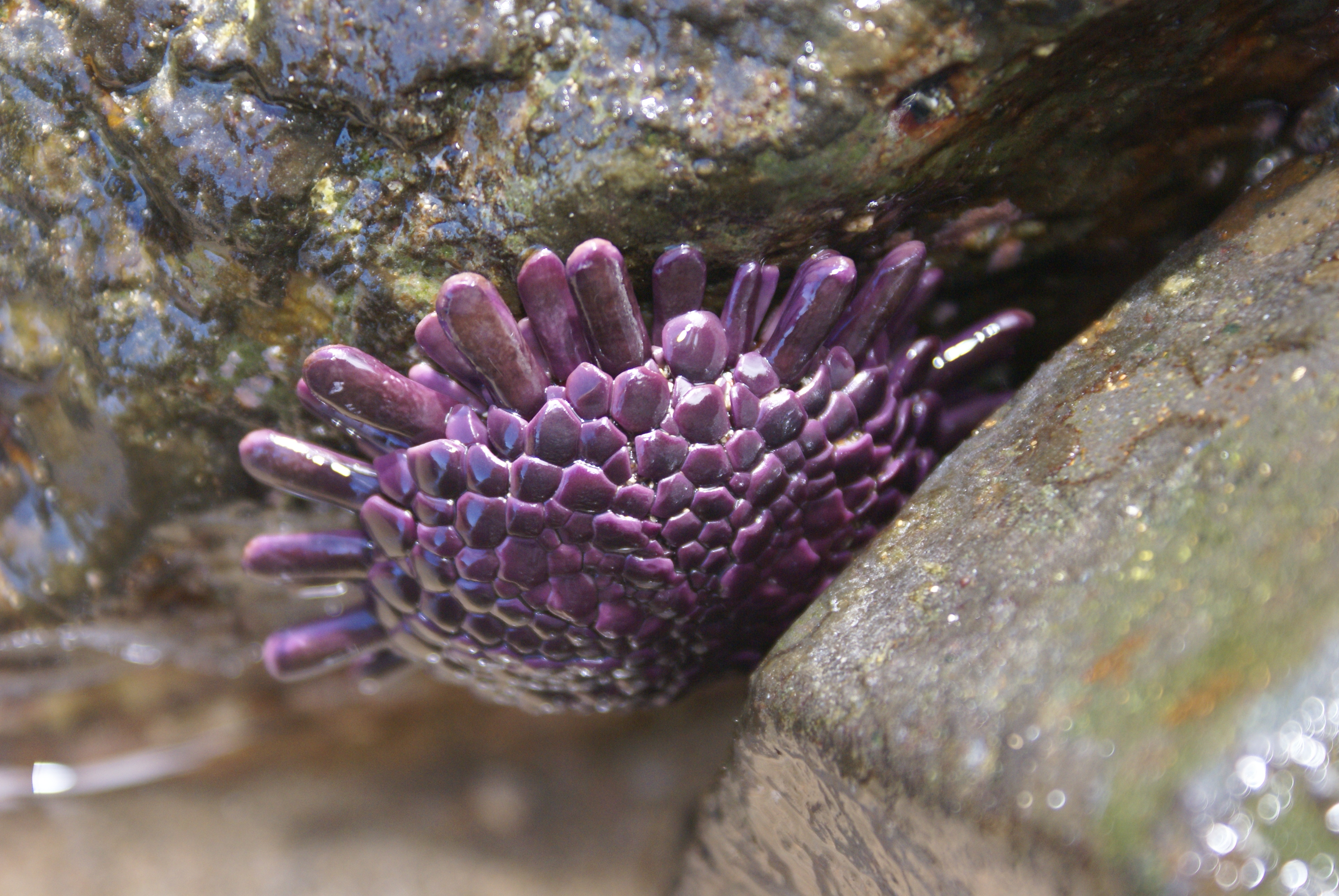
Les puissants podia de cet oursin lui permettent de tenir à l'envers.

### Aspect interne
À l'intérieur de l'oursin, on trouve son tube digestif relié à la partie interne de la lanterne d'Aristote, mais aussi les gonades reliées aux pores génitaux par un canal excréteur. Et commun à tous les échinodermes, le système aquifère, qui assure la circulation de l'eau dans l'oursin afin de préserver ses fonctions vitales, telles que la respiration et la motricité.

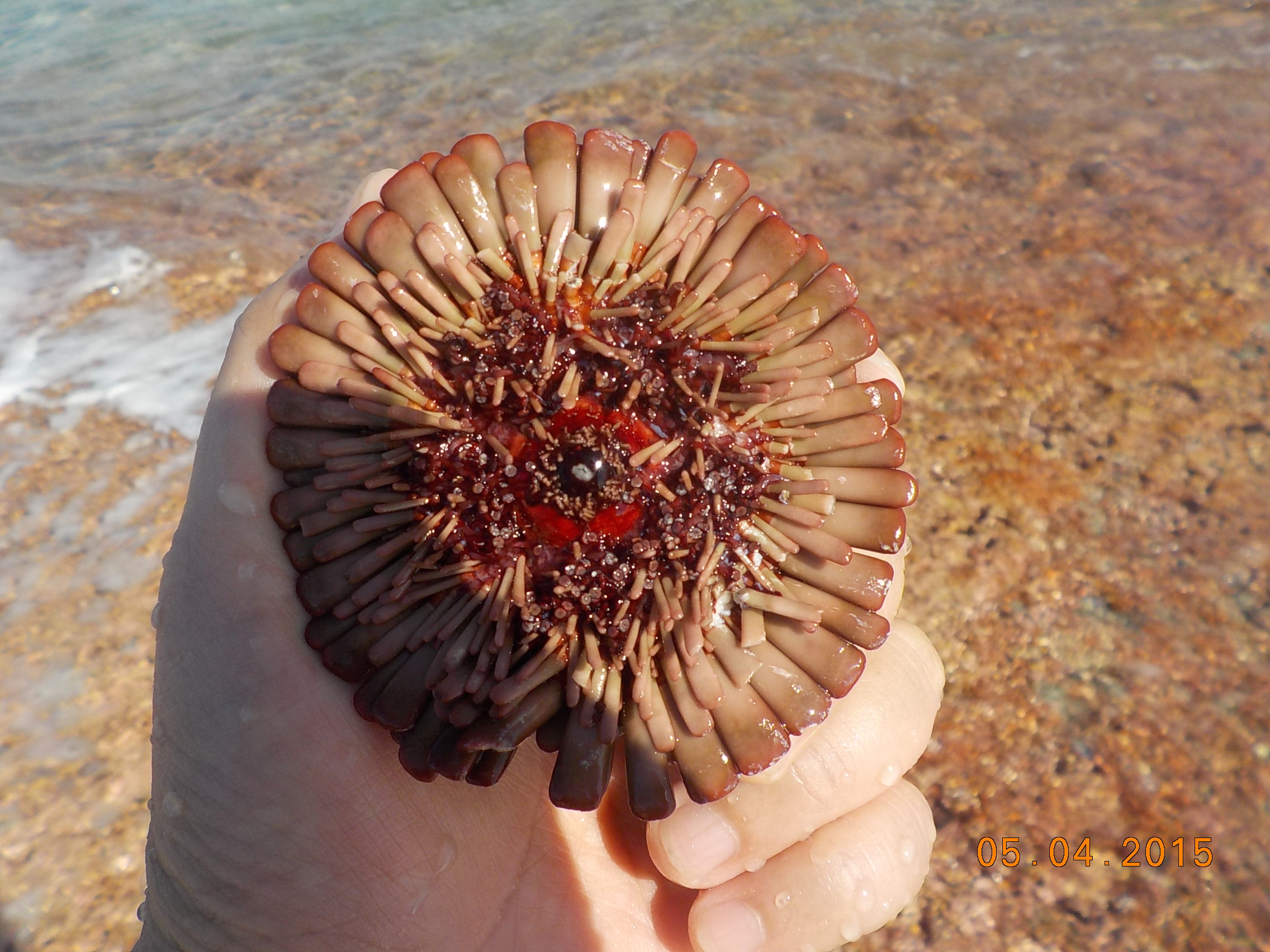
Oursin tortue face orale
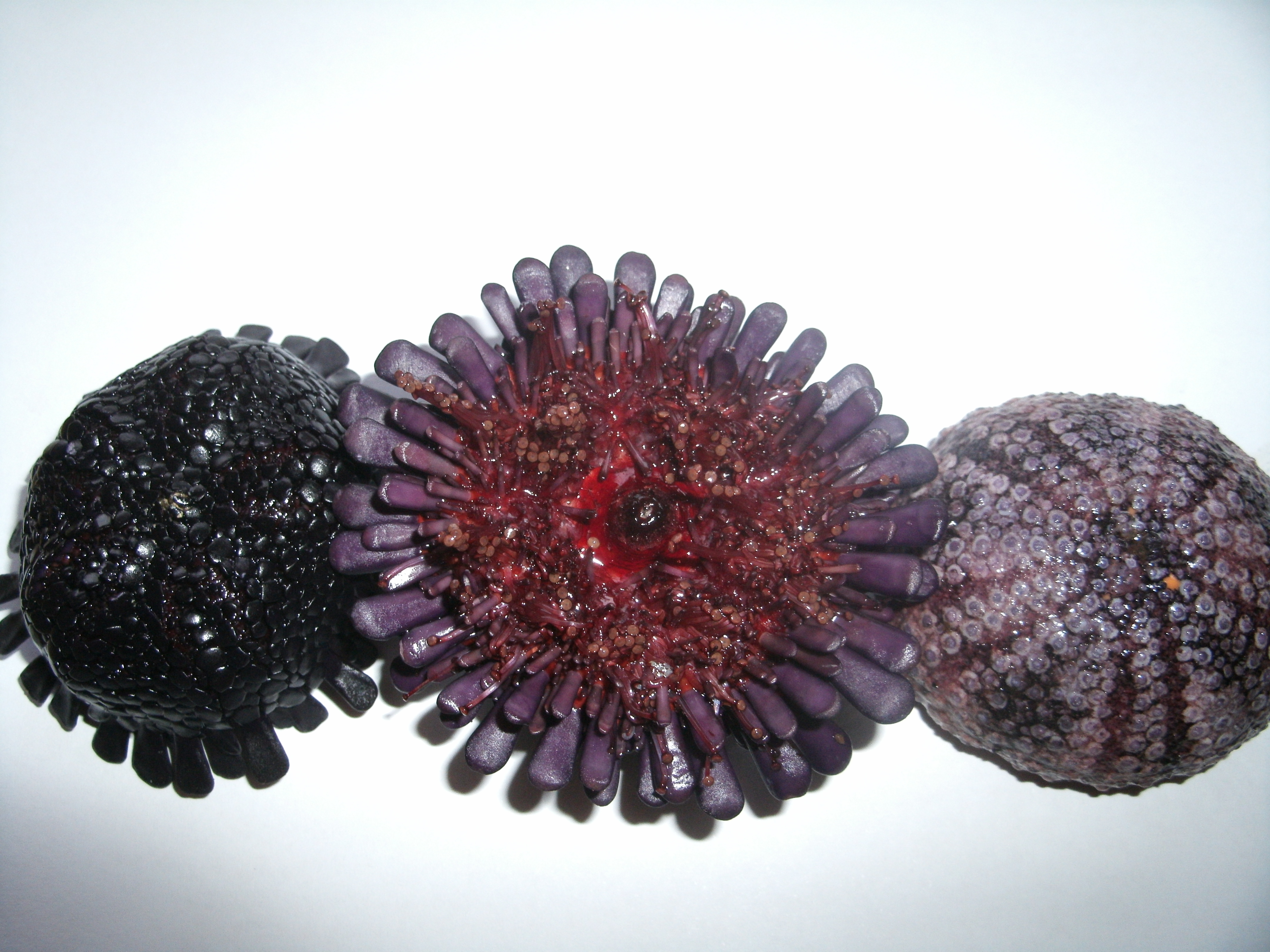
Oursins tortues avec une vue sur la face supérieure, une vue sur la face inférieure et une vue sans les radioles
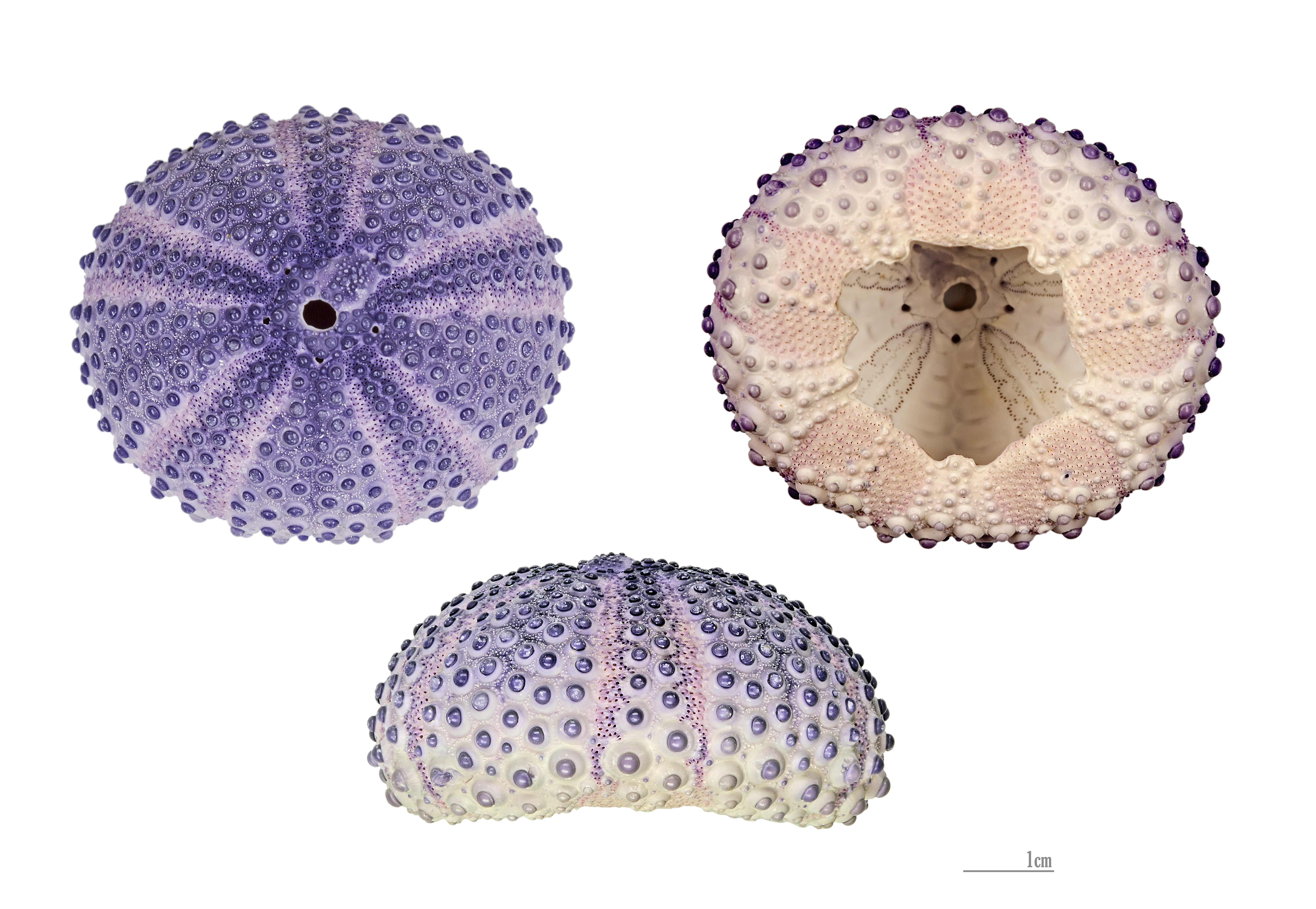
test Muséum de Toulouse
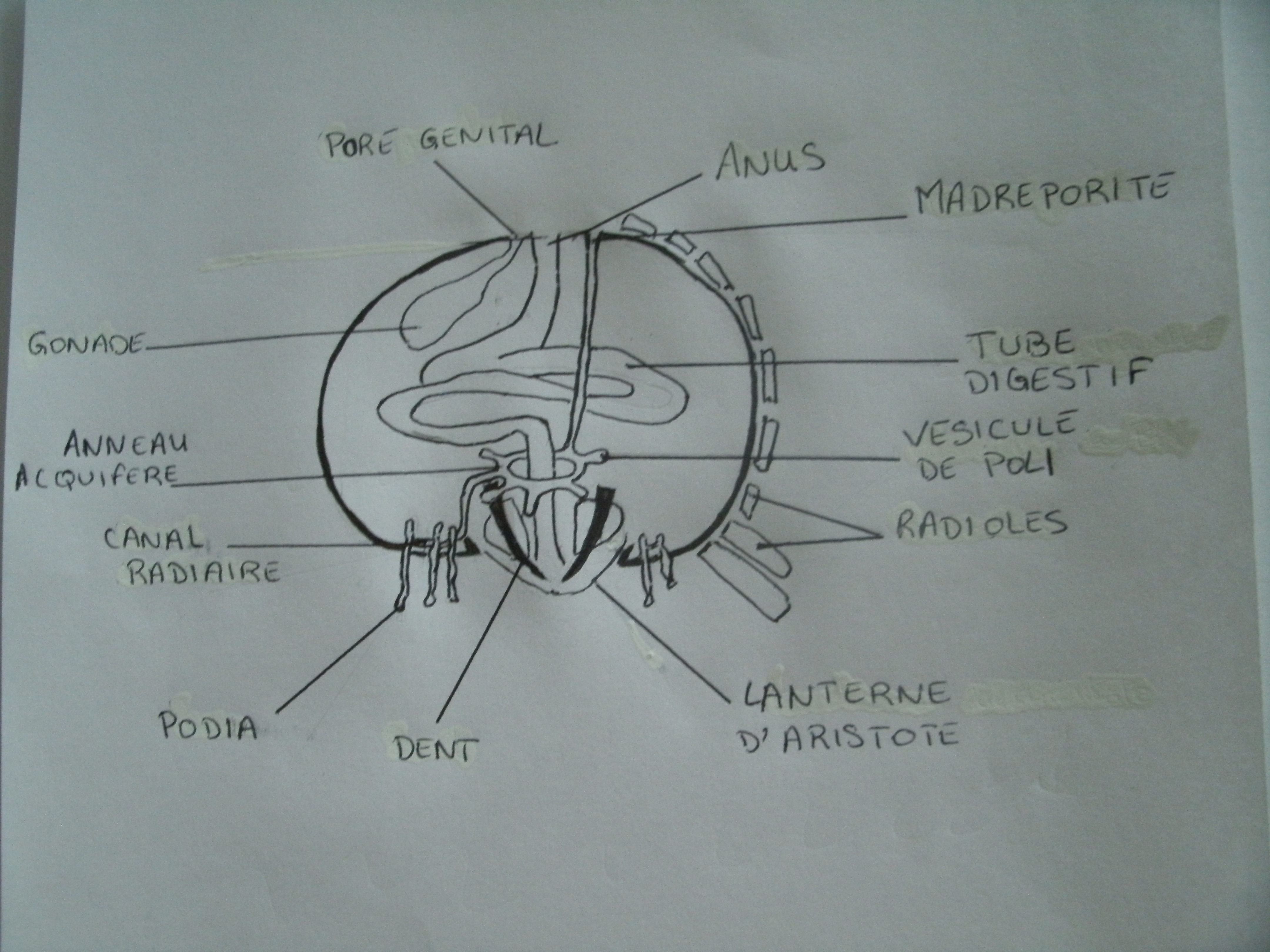
Schéma d'une coupe d'oursin tortue

## Habitat

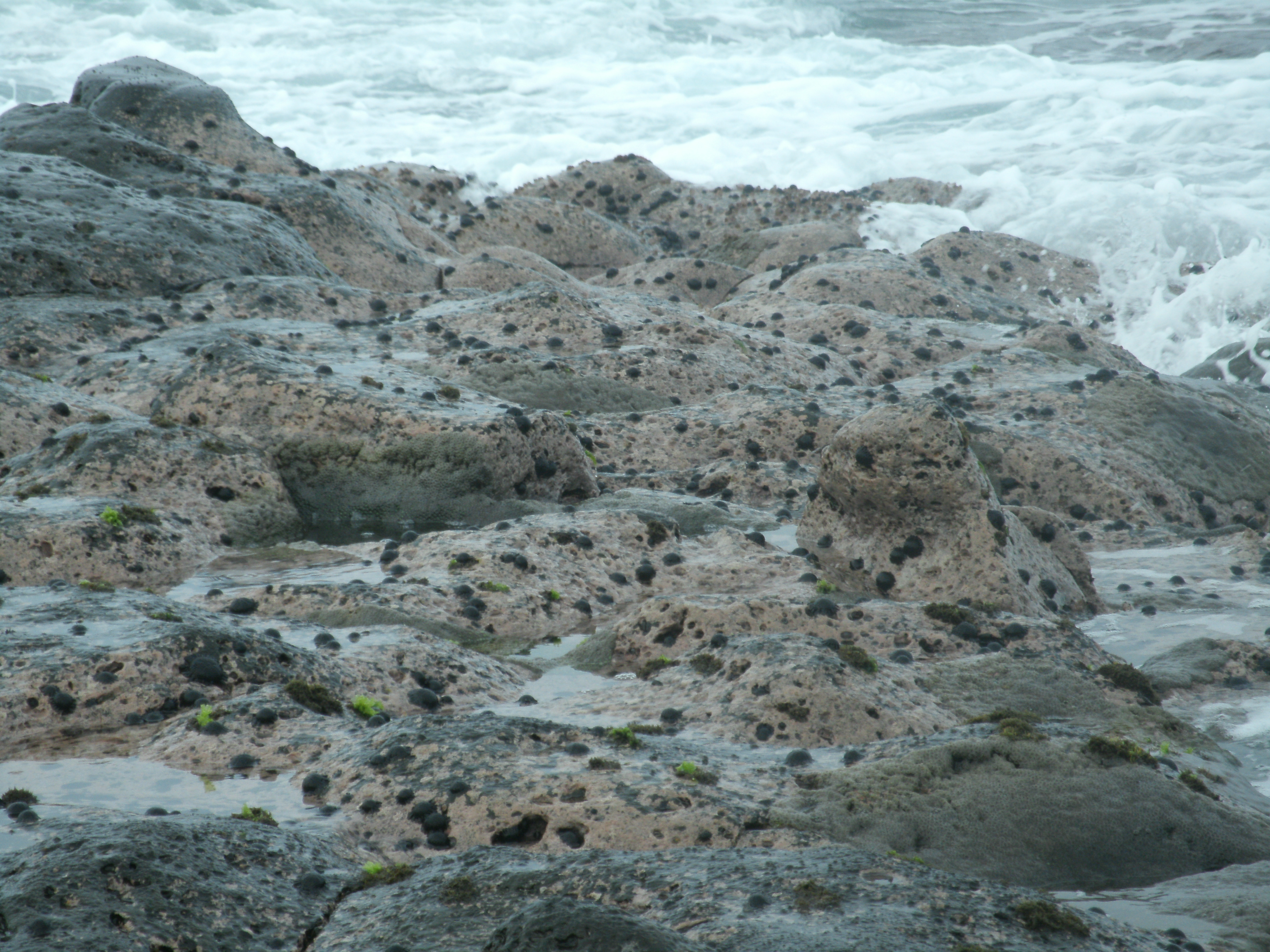
Les oursins tortues sur les rochers de l'île de la Réunion.

C'est une espèce qui vit dans les zones littorales de l'Océan Indien et plus marginalement du Pacifique, à faible profondeur (généralement dans la zone intertidale supérieure). L'oursin est ainsi très présent sur le littoral de l'île de la Réunion où on le cuisine à la créole. Il est aussi présent sur certains atolls des Tuamotu comme Aratika en Polynésie française, et à Mayotte.
L'oursin tortue est réputé pour vivre dans des zones où la mer est très agitée et dont les vagues se jettent violemment sur les rochers. C'est sur ces derniers que l'oursin tortue s'accroche fermement, sa physionomie particulière lui permettant de tenir sur des parois où aucun autre gros animal ne saurait trouver prise.

## Écologie et comportement

### Alimentation
L'oursin tortue est herbivore. Il se nourrit d'algues (feutrage algal ou algues corallines) qui se développent sur les rochers et sur d'autres supports (corail...).

### Reproduction

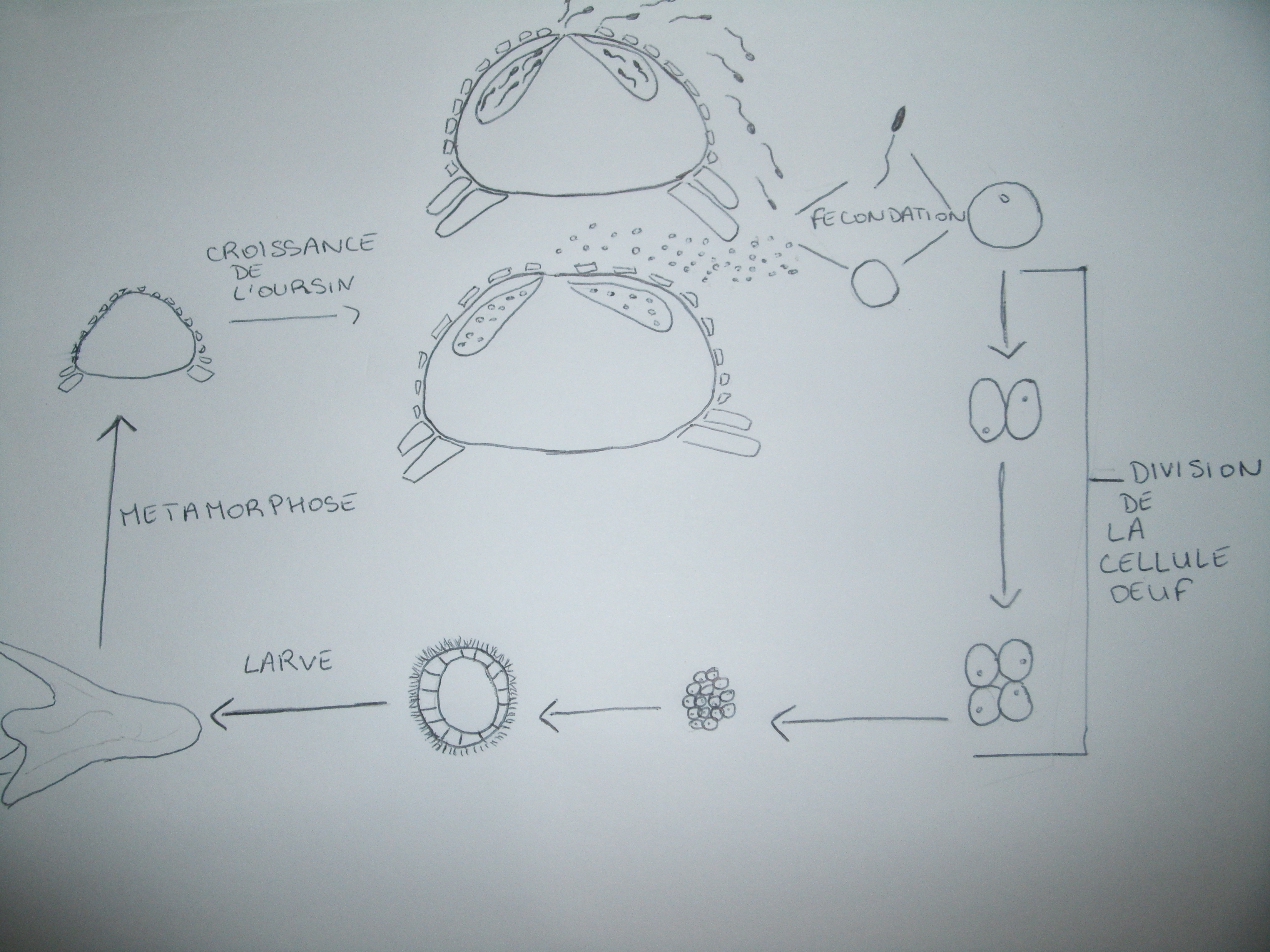
Schéma de la reproduction des oursins tortue

Les oursins tortues sont soit mâles soit femelles. On parle ici d'une reproduction sexuée et externe, puisque le mâle a des gamètes mâles et la femelle a des gamètes femelles, mais il n'y a aucun contact direct entre les deux oursins, la fécondation ayant lieu directement en pleine eau.
C'est donc dans la mer qu'ils libèrent tous deux leurs cellules reproductrices, à travers leurs pores génitaux.
Pour qu'il y ait fécondation, il faut que les deux cellules reproductrices se rencontrent, attirées par des systèmes chimiques. Ce sont les cellules reproductrices mâles qui vont tenter de pénétrer les cellules reproductrices femelles.
Cette rencontre entre une seule cellule reproductrice mâle et une seule cellule reproductrice femelle donnera une cellule-œuf. Il s'ensuit alors la division de cette cellule-œuf, qui finira par donner une larve planctonique (pluteus) qui dérivera en pleine eau quelques semaines avant de se poser sur le fond pour entamer sa métamorphose en oursin.

## En cuisine

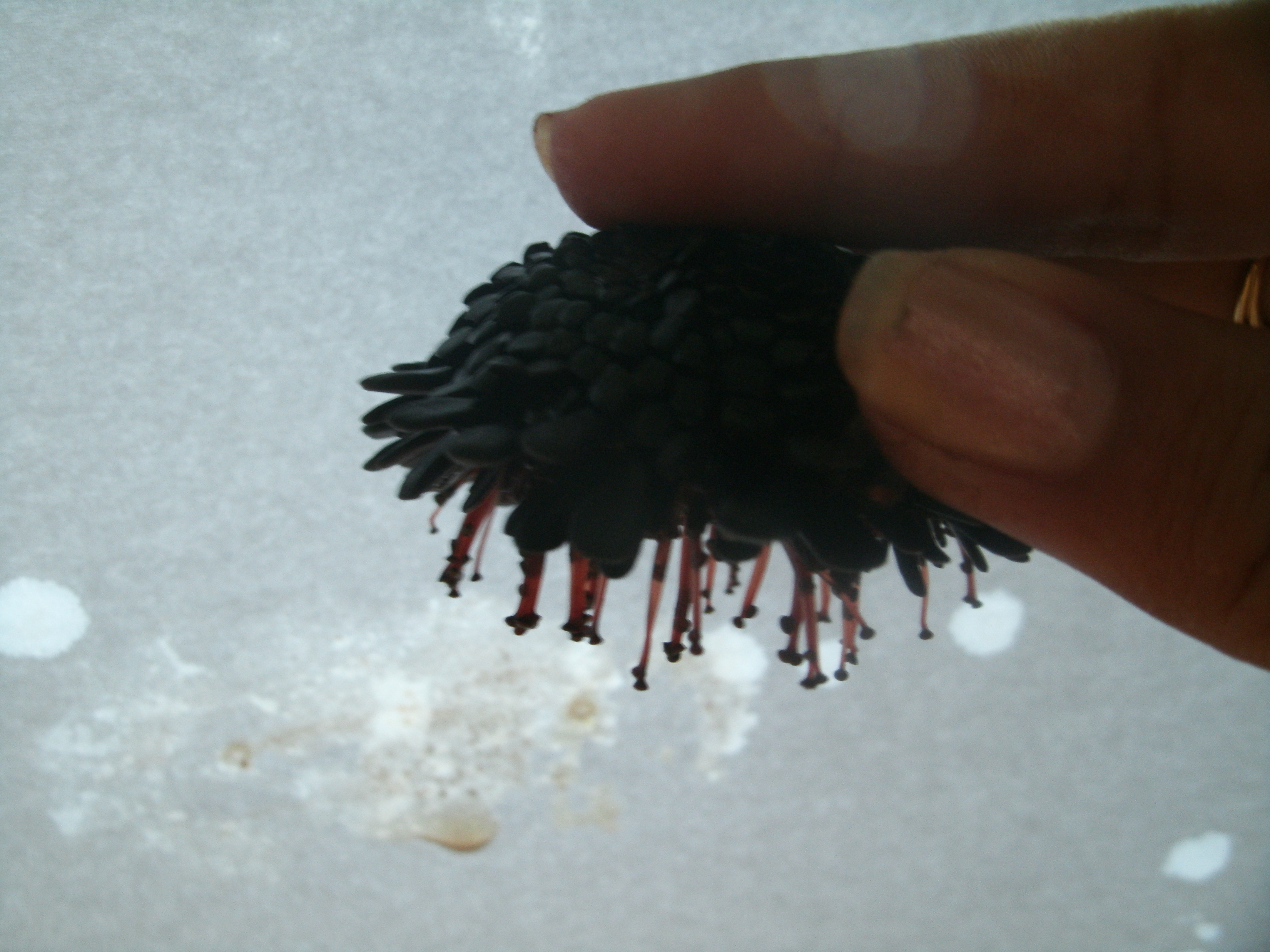
Un oursin tortue tenu en main, avec ses podia en extension.

Les seules parties comestibles de l'oursin sont les gonades (appareil reproducteur, parfois considéré à tort comme des « œufs »).
Avant toute dégustation, il faut au préalable retirer toutes les radioles de l'oursin. Pour cela il faut le frotter sur une surface rugueuse afin qu'elles se détachent.
Une fois les radioles retirées, il faut savoir qu'il y a deux façon de déguster l'oursin.
- On peut les manger de la même façon que les huîtres : il faut donc ouvrir l'oursin, généralement ôter l'appareil digestif (gris), rajouter un peu de citron au niveau des gonades (partie légèrement orangée), et c'est prêt.
- On peut aussi les cuisiner à la créole, en carry avec du massalé. Mais dans ce cas il ne faut pas les casser, mais les laisser bouillir dans de l'eau une vingtaine de minutes. Préparer la base d'un carry avec un peu de massalé et y rajouter les oursins, puis les laisser mijoter jusqu'à réduction de la sauce.